# Текчок Дордже
Тегчог Дордже (тиб. ཐེག་མཆོག་རྡོ་རྗེ་, Вайли Theg-mchog rDo-rje; 1798, Дананг, Кхам, Тибет — 1868) —  Кармапа XIV, глава школы карма-кагью Тибетского буддизма.

## Биография
Тегчог Дордже родился в Дананге, в Кхаме, и был признан Друкченом Кюнзиг Чокьи Нангвой, которому Тринадцатый Кармапа доверил письмо с указаниями о его следующем перерождении. Стал монахом в возрасте девятнадцати лет.
Кармапа получил все учения кагью от Друкчена Кюнзиг Чокьи Нангва и Ситу Пема Ньинче Вангпо, а также редкие терма от Джамгон Конгтрула Лодрё Тхайе.
Тегчог Дордже путешествовал по Тибету и распространял поучения Кагью. Он нашёл и распознал Десятого Ситупу Пема Кюнзанг. Самые существенные поучения он передал Джамгену Лодро Тхайе, который стал следующим держателем Линии.